# Kawasaki ER5
La Kawasaki ER5 conocida también como Twister, es un modelo de motocicleta fabricado por Kawasaki a partir del año 1997. Se remodela y modifica en el año 2001 y así se mantuvo hasta el año 2006 que fue sustituida por la ER-6.

## Historia
Sale al mercado en el año 1997, su diseño es realmente moderno respecto de sus rivales del sector en esa época (Honda CB500 y la serie GS de Suzuki), sufre algunas modificaciones en el año 2001, manteniéndose inalterado hasta que dejó de producirse en el 2006. Su propulsor es el legendario bicilíndrico en paralelo, refrigerado por agua, montado en las Kawasaki GPZ 500 S (conocidas también como EX500 o ninja 500), la Kawasaki de trail KLE y la custom VULCAN 500. Su versión japonesa recibe el nombre de Balius II pero monta un tetracilíndrico en línea y otras diferencias de menor importancia.

## Características Técnicas[1]
- Cilindrada: 498 cc.
- Potencia: 37 kW (50 CV) 9.000 rpm
- Par motor: 45 N·m (4.6 kgf·m) 7.200 rpm
- Tipo de motor: 4T DOHC
- Cilindros: 2
- Diám. × carrera: 74 × 58 mm
- Rel. compresión: 9,8:1
- Alimentación: dos carburadores Kehin CVK de 34 mm
- Refrigeración: líquida
- Encendido: electrónico CDI
- Arranque eléctrico
- Embrague: discos múltiples en baño de aceite

Ciclo
- Chasis: Doble cuna
- Material: Acero tubular
- Avance: 102 mm
- Lanzamiento: 27°
- Suspensión delantera: horquilla telescópica hidráulica

Diám. barras: 37 mm
Recorrido: 125 mm
Reglajes: n.d.
- Suspensión trasera: doble amortiguador regulable

Recorrido: 115 mm
Reglajes: 5 en precarga de muelles
- Freno delantero: Disco y pinza doble pistón

Diámetro 280 mm
Accionamiento: Hidráulico
- Freno trasero: Tambor

Diámetro: 160 mm
Accionamiento: Mecánico
- Neumático delantero: 110/70x17
- Neumático trasero: 130/70x17

Dimensiones
- Longitud: 2070 mm
- Distancia entre ejes: 1430 mm
- Anchura: 1070 mm
- Altura asiento: 780 mm
- Peso en vacío: 174 kg
- Capacidad depósito: 17 l

## Motor
Propulsor de conocida fama por su potencia y fiabilidad, que permite acercarse a los 190 km/h.
El motor ofrece buenos bajos y medios, resulta cómodo en ciudad y ofrece buenas sensaciones en carretera, preferiblemente en trazados sinuosos, donde se pueden aprovechar sus cualidades.

## Suspensiones
Sus suspensiones son simples pero efectivas preferiblemente en uso sin pasajero. Su horquilla no regulable con barras de 37mm y sus dos amortiguadores hidráulicos sólo con ajuste de precarga, son propios de motos de cuarto de litro. Dada la ligereza del conjunto, permiten mantener un buen ritmo en carreteras viradas preferiblemente bien asfaltadas.

## Frenos
Sus frenos son su punto flaco, en la rueda delantera monta un disco de 280 mm y pinzas de doble pistón y en su rueda trasera monta un freno de tambor que, aún frenando suficiente, se hace notar la carencia del freno de disco atrás.

## Consumo y Mantenimiento
Tiene un consumo reducido (5,5 l/100km), permitiendo con su depósito de 17l superar los 250 km de autonomía.
Su mantenimiento también es bastante bajo.

## Conducción
Su conducción es fácil, su motor es algo tosco pero en cambio dispone de bastante freno motor, con el tiempo se percibe la nobleza del conjunto, siendo actualmente una de las preferidas como motoescuela antes de la adquisición de motocicletas de mayor cilindrada. Sus escasos frenos y estrechos neumáticos, limitan el conjunto a un uso sport turismo, mejor sin pasajero. Su elástico motor y su ligereza y buen chasis, hacen de ella una buena moto para uso en ciudad y carreteras viradas de buen piso.

## Conclusión[2](ATM)
En definitiva, una buena motocicleta en general, de bajo consumo y fácil mantenimiento, con un precio contenido, capaz de ofrecer grandes alegrías a los nuevos conductores y no decepcionando a los experimentados.
Actualmente ya no está en catálogo de Kawasaki, pero se pueden encontrar unidades por poco dinero, resultando una buena compra para empezar en el mundo de las motocicletas de media cilindrada.